# شهرستان سولتونسکی
شهرستان سولتونسکی (به لاتین: Soltonsky District) یک منطقهٔ مسکونی در روسیه است که در سرزمین آلتای واقع شده‌است.